# Jordi Pujiula i Ribera
Jordi Pujiula i Ribera (Olot, 1947 - 2011) fue un psiquiatra e historiador español.

## Biografía
Miembro correspondiente de la Real Academia de Medicina de Cataluña. El 5 de febrero de 2008 leyó su discurso de ingreso, titulado Topografías médicas de la Garrotxa. 
Fue presidente del patronato de Estudios Históricos de Olot y de su comarca.
En 2000 obtuvo el premio de honor Ciudad de Olot y, en 2004, el premio de excelencia profesional médica en humanidades, otorgado por el Congreso de la Profesión Médica de Cataluña del Consejo del Colegio de Médicos de Cataluña. 
Fue colaborador de los diarios El Punt, La Vanguardia, Revista de Girona, L´Avenç y otras publicaciones locales.

## Obras
Sus principales obras son:
- Paraules personals. Ed. Montserrat, 1969. Poesía
- Cadaqués. Crònica estival d´una recerca infructuosa i deu troballes sorprenents (narración con grabados de Miquel Plana, 1974)
- La pols de la por. Poesía, 1978
- Glosa biogràfica del Dr. Joaquim Danés i Torras (1979)
- Glosa biogràfica de Josep Pujol i Ripoll (1980)
- Bruixes, dimonis i follets de la Garrotxa (1983)
- Olot 1911-1986. 75 anys pel futur (1986)
- Els Garganta. Homenatge a una familia il.lustre (1987)
- Joaquim Danés i Torras (1888-1960) (1989)
- Olot: Imatges per la memòria. 6 volúmenes (1991-95)
- Itinerari pel nucli antic d´Olot (1993) Ilustraciones de Danésjordi
- Els morts per la guerra civil a la Garrotxa (1993)
- El 1.er Premi del Patronat d´Estudis Històrics. Historia d´una polèmica (1993)
- La Vall de Bas i Ridaura (1995) Guía
- Olot. Guía (1995)
- 25 anys de la Cooperativa de la Vall en Bas (1995)
- La guerra civil a Olot (2000)
- La guerra civil a Olot. Memòries des de l´exili. Antoni Planagumà (2002)
- Catàleg de la postal Olotina (2006)
- Dictadura, República i Guerra Civil (2007) ISBN 84-932624-5-5